# الروضتين (القصيم)
الروضتين مركز في منطقة القصيم في السعودية.

## الموقع الجغرافي
يقع المركز على طريق رئيسي غرب منطقة القصيم، ويبعد عن مدينة بريدة 135 كم وهو متوسط ما بين دخنة والشبيكية، ويبعد عن الشبيكية 8 كم وعن دخنة 20 كم ويبعد عن محافظة الرس 70 كم. 

## السكان
يبلغ عدد سكان مركز الروضتين 3.000 نسمة، وسكانها هم الفواويز من بني عمرو.

## المناخ
المناخ قاري صحراوي، حار جاف صيفًا بارد مُمطر شتاء، وتبلغ درجة الحرارة صيفًا 45°م، وفي الشتاء تصل 3- ما دون الصفر ومتوسط سقوط المطر 145 ملم.